# 温泉镇 (铜鼓县)
温泉镇，是中华人民共和国江西省宜春市铜鼓县下辖的一个乡镇级行政单位。

## 行政区划
温泉镇下辖以下地区：
温泉集镇社区、上庄村、石桥村、光明村、三星村、金星村、温泉村、凤山村、禄田村、黄毗村、义田村、新塘村、新开村和温泉直属农场生活区。